# Strongylognathus chelifer
Strongylognathus chelifer är en myrart som beskrevs av Alexander G. Radchenko 1985. Strongylognathus chelifer ingår i släktet Strongylognathus och familjen myror. IUCN kategoriserar arten globalt som sårbar. Inga underarter finns listade i Catalogue of Life.